# Gatto calico

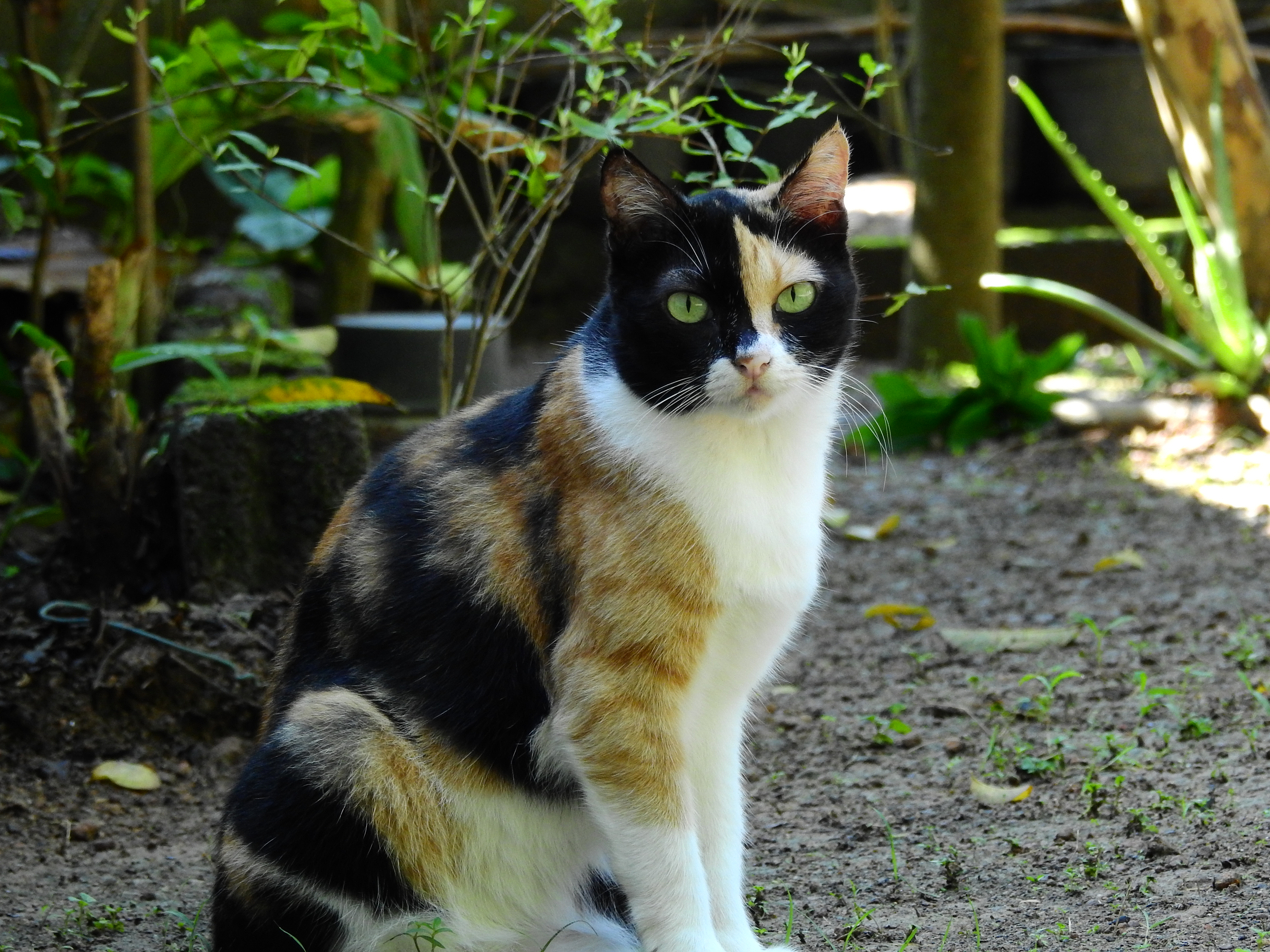
Gatto con mantello calico

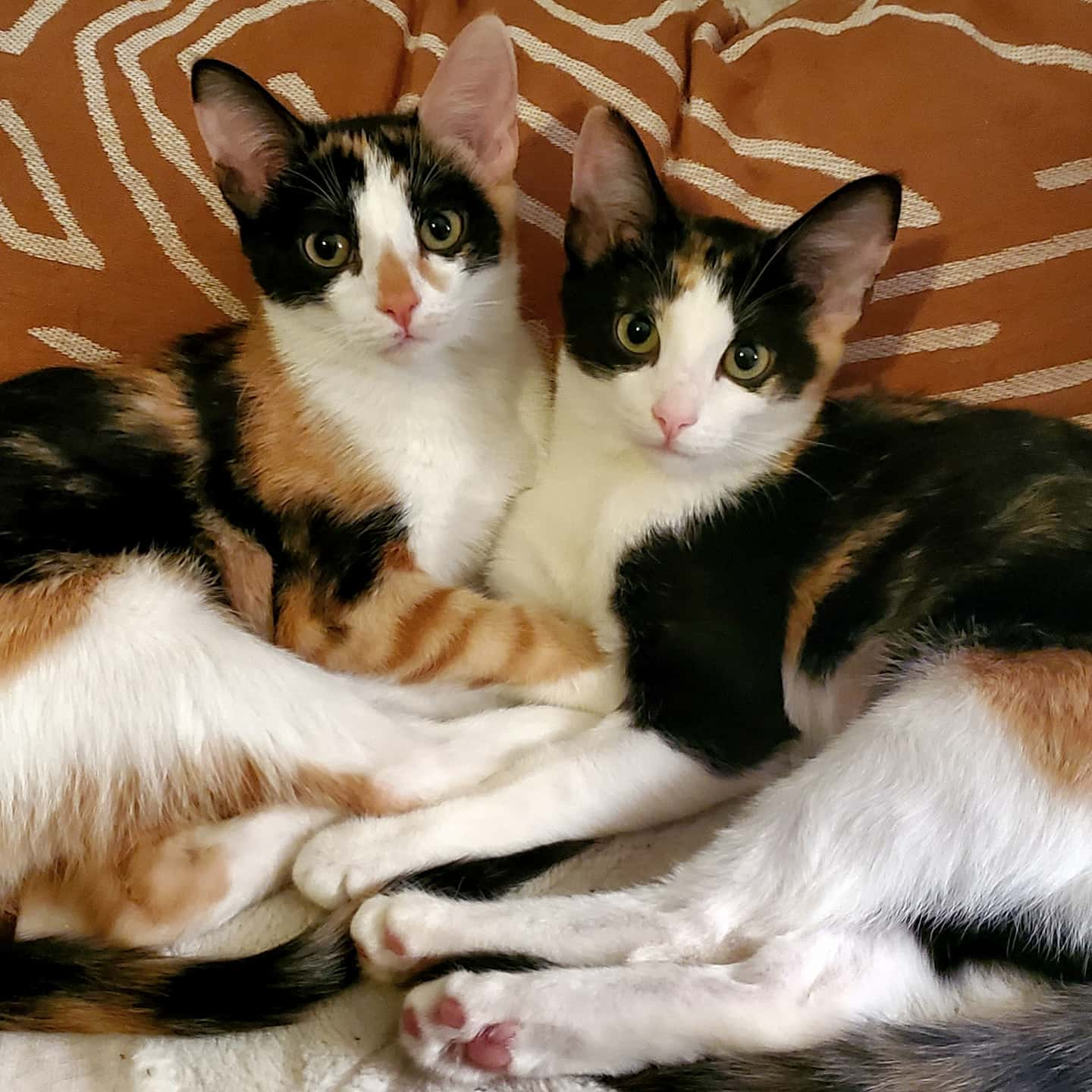
Sorelline calico

Il gatto calico è un gatto domestico di qualsiasi razza con un mantello tricolore composto in prevalenza (dal 25% al 75%) di colore bianco con grandi macchie arancioni e nere (o talvolta macchie crema e grigie). Gli occhi sono solitamente verdi o più raramente azzurri.
Il calico non va confuso con il gatto tartarugato il cui mantello è per lo più screziato e composto dai colori nero/arancio o grigio/crema con segni bianchi relativamente pochi o assenti.
Come il tartarugato, anche i calico sono quasi esclusivamente femmine tranne che in rare condizioni genetiche in cui il maschio calico è sterile.
Nella provincia del Québec, in Canada, le calico sono chiamate anche chatte d'Espagne (gatte di Spagna). Altri nomi sono tigrato, gatto tricolore, mikeneko (三毛猫) (in giapponese letteralmente  'gatto a tre pellicce'), e lapjeskat (in olandese 'gatto con toppe'). I calico con una colorazione diluita sono chiamati calimanco o tigre nebulosa. Occasionalmente, la colorazione tricolore calico è combinata con un motivo tabby e, in tal caso, prende il nome di caliby.

## Etimologia
Il termine "calico" non indica una razza, ma si riferisce solo alla colorazione della pelliccia a chiazze arancioni, crema, cioccolato, nere, striate e bianche il cui nome è derivato dal tessuto proprio color calicò, per cui, tra le varie razze in cui rientra la colorazione calico si annoverano infatti: Manx, Maine Coon, British Shorthair, gatto persiano, Bobtail, Exotic Shorthair, gatto siberiano, Turkish Van, Turkish Angora e il Gatto delle foreste norvegesi, anche se tradizionalmente il calico è associato alla razza del Gatto europeo.
Poiché la determinazione genetica del colore del mantello nei gatti calico è legata al cromosoma X, i calico sono quasi sempre femmine, con un colore legato al cromosoma X materno e un secondo colore legato al cromosoma X paterno.
Nella maggior parte dei casi i maschi sono di un solo colore (ad esempio il nero) poiché hanno un solo cromosoma X. I calico maschi possono verificarsi quando un gatto maschio ha due cromosomi X (sindrome di Klinefelter, con cromosomi sessuali XXY e generalmente sterile); mentre è da considerarsi una chimera, con due differenti tipologie di cellule o, raramente, quando alcune cellule della pelle del gattino in via di sviluppo mutano spontaneamente.

## Storia
Il modello del mantello calico si può verificare incidentalmente in varie tipologie di gatti che esprimono una vasta gamma di modelli di colore. Tuttavia, l'esistenza di macchie nei calico è stata rintracciata in una certa misura da Neil Todd in uno studio che determina la migrazione dei gatti domestici lungo le rotte commerciali in Europa e Nord Africa.  La proporzione di gatti con il gene mutante del colore arancione trovato nei calico è stata rintracciata nelle città portuali lungo il Mediterraneo in Grecia, Francia, Spagna e Italia, originarie dell'Egitto.

## Folklore e curiosità
- Nel folklore di molte culture, si ritiene che i gatti di questa colorazione portino fortuna e prosperità.[9]
- In Germania, il termine per gatto calico è Glückskatze, ovvero "gatto fortunato". Negli Stati Uniti, vengono spesso definiti money cats (gatti che portano denaro)[10][11].
- Il gatto calico è ufficialmente il gatto nazionale del Maryland dal 1 ottobre 2001, per via della loro colorazione bianca, nera e arancione che ricorda la colorazione del rigogolo di Baltimora e della farfalla a scacchiera di Baltimora[12].
- Alla fine del secolo diciannovesimo, il celebre umorista e scrittore per bambini americano Eugene Field pubblicò The Duel, una poesia (limerick) per bambini conosciuta come The Gingham Dog and the Calico Cat. Il titolo ("Il duello") è immaginato tra un cane percalle e un gatto calico, con una targa cinese e un vecchio orologio olandese come testimoni molto riluttanti. Gli animali da duello, spiega il narratore, alla fine si mangiano a vicenda e quindi vengono entrambi distrutti, facendo terminare il duello con un pareggio. L'incipit è: The gingham dog and the calico cat // Side by side on the table sat; // 'T was half-past twelve, and (what do you think!) // Nor one nor t' other had slept a wink![13][14]
- In Giappone, il celebre portafortuna Manekineko raffigura un gatto solitamente con i colori del gatto calico; i marinai giapponesi spesso tenevano un calico come gatto di bordo per proteggersi dalle insidie del mare.[15]
- Una suggestiva leggenda tibetana risalente al 1100, narra di una condizione di malumore generale presso i monasteri che rendeva difficile la convivenza e l’armonia, così che tre monaci iniziarono un'ascesi di digiuno e preghiera. Il giorno seguente, davanti alla porta del monastero, si presentò una gatta calico con i suoi tre cuccioli femmina e tale avvenimento venne interpretato come un segnale divino proprio per i colori del manto della gatta: il bianco rappresenta lo Yang, il nero è lo Yin, mentre l’arancione è la terra; e il monastero il luogo dove questi tre elementi devono armonizzarsi.[16]
- Nel libro scritto da L.T. Shearer intitolato Il gatto che catturava killer (The Cat Who Caught a Killer) il protagonista è un gatto calico maschio parlante che aiuta la protagonista a catturare un assassino.

## Razze feline calico
- A pelo corto: Manx; Exotic Shorthair; british shorthair
- A pelo semilungo: sacro di Birmania; ragdoll; siberiano (neva masquerade); Angora Turco (variante riconosciuta solo in alcune associazioni); American Curl.
- A pelo lungo: gatto persiano e himalaiano, Maine Coon, Gatto delle foreste norvegesi.